# Auge-Saint-Médard
Auge-Saint-Médard és un municipi francès situat al departament del Charente i a la regió de la Nova Aquitània. L'any 2007 tenia 324 habitants.

## Demografia

### Població
El 2007 la població de fet d'Auge-Saint-Médard era de 324 persones. Hi havia 138 famílies de les quals 34 eren unipersonals (17 homes vivint sols i 17 dones vivint soles), 52 parelles sense fills, 43 parelles amb fills i 9 famílies monoparentals amb fills.
La població ha evolucionat segons el següent gràfic:
Habitants censats

### Habitatges
El 2007 hi havia 187 habitatges, 143 eren l'habitatge principal de la família, 24 eren segones residències i 20 estaven desocupats. Tots els 185 habitatges eren cases. Dels 143 habitatges principals, 126 estaven ocupats pels seus propietaris, 15 estaven llogats i ocupats pels llogaters i 2 estaven cedits a títol gratuït; 1 tenia una cambra, 7 en tenien dues, 20 en tenien tres, 38 en tenien quatre i 78 en tenien cinc o més. 116 habitatges disposaven pel capbaix d'una plaça de pàrquing. A 55 habitatges hi havia un automòbil i a 71 n'hi havia dos o més.

### Piràmide de població
La piràmide de població per edats i sexe el 2009 era:
| Homes | Edats   | Dones |
| ----- | ------- | ----- |
| 0     | 95 o +  | 4     |
| 0     | 90 a 94 | 4     |
| 0     | 85 a 89 | 4     |
| 8     | 80 a 84 | 8     |
| 4     | 75 a 79 | 8     |
| 12    | 70 a 74 | 4     |
| 16    | 65 a 69 | 24    |
| 16    | 60 a 64 | 8     |
| 12    | 55 a 59 | 8     |
| 8     | 50 a 54 | 12    |
| 12    | 45 a 49 | 12    |
| 8     | 40 a 44 | 4     |
| 12    | 35 a 39 | 8     |
| 4     | 30 a 34 | 4     |
| 4     | 25 a 29 | 8     |
| 4     | 20 a 24 | 8     |
| 0     | 15 a 19 | 8     |
| 16    | 10 a 14 | 8     |
| 4     | 5 a 9   | 4     |
| 0     | 0 a 4   | 20    |

## Economia
El 2007 la població en edat de treballar era de 185 persones, 112 eren actives i 73 eren inactives. De les 112 persones actives 101 estaven ocupades (52 homes i 49 dones) i 12 estaven aturades (3 homes i 9 dones). De les 73 persones inactives 39 estaven jubilades, 12 estaven estudiant i 22 estaven classificades com a «altres inactius».

### Ingressos
El 2009 a Auge-Saint-Médard hi havia 136 unitats fiscals que integraven 300 persones, la mediana anual d'ingressos fiscals per persona era de 15.326 €.

### Activitats econòmiques
Dels 9 establiments que hi havia el 2007, 1 era d'una empresa extractiva, 1 d'una empresa de fabricació d'altres productes industrials, 3 d'empreses de construcció, 1 d'una empresa de comerç i reparació d'automòbils, 1 d'una empresa de transport i 2 d'empreses de serveis.
Dels 2 establiments de servei als particulars que hi havia el 2009, 1 era un paleta i 1 fusteria.
L'any 2000 a Auge-Saint-Médard hi havia 27 explotacions agrícoles que ocupaven un total de 1.444 hectàrees.

## Poblacions més properes
El següent diagrama mostra les poblacions més properes.